# Pseudospirobolellus avernus
Pseudospirobolellus avernus är en mångfotingart som först beskrevs av Butler 1876.  Pseudospirobolellus avernus ingår i släktet Pseudospirobolellus och familjen Pseudospirobolellidae. Inga underarter finns listade i Catalogue of Life.